# DTF-печать на текстиле
DTF-печать на текстиле (англ. Direct To Film — «прямо на плёнку») — технология цифровой печати на текстиле и текстильных изделиях, с использованием в качестве промежуточного носителя изображения PET-плёнки со специальным покрытием.
Технология DTF-печати относится к термотрансферным технологиям (термотрансфер).

## Основные этапы процесса DTF-печати
- Печать изображения на PET-плёнке со специальным покрытием, с использованием DTF-чернил (пигментные чернила на водной основе), включая чернила белого цвета (на основе диоксида титана)
- Обработка отпечатанного изображения порошковым термоклеем и «запекание» заготовки (подготовка термотрансферной заготовки путём нанесения на отпечаток термоклея с последующей термообработкой).
- Перенос готового изображения с заготовки на текстильное изделие с использованием плоского термопресса.

Технология DTF-печати в ключевых моментах имеет существенные сходства с технологией пластизольной шелкографии, но отличается более широкими возможностями, использованием цифрового оборудования для формирования изображения (струйных принтеров на основе пьезо печати), специальных расходных материалов, а также возможностью печати полноцветных изображений тиражем от одного экземпляра.

## Особенности DTF-термотрансферов
- Возможность оперативной печати термотрансферов от одного экземпляра (низкая себестоимость малых тиражей)
- Полноцветная печать изображений на тканях любого цвета, включая возможность печати белым цветом на цветных и чёрных тканях
- Широкий ассортимент тканей (в том числе и по составу), подходящих для нанесения DTF термотрансферов
- Отсутствие необходимости предварительной подготовки ткани перед нанесением изображения

Благодаря всем этим особенностям, технология DTF-печати получила быстрое глобальное распространение по всему миру и встала в один ряд с другими ранее известными: Шелкографией, DTG-печатью (прямая печать на текстиле), Сублимационной печатью на ткани. Кроме того, с развитием технологии DTF-печати возник новый класс профессиональных принтеров для DTF печати, а также новые устройства для подготовки термотрансферов (автоматические шейкеры для запекания рулонных DTF-принтов, специальные печи для запекания DTF-принтов). Устройства для DTF-печати являются отдельным видом оборудования и широко представлены на международных выставках посвящённым методам печати на текстиле.